# Naarda notata
Naarda notata är en fjärilsart som beskrevs av George Francis Hampson 1891. Naarda notata ingår i släktet Naarda och familjen nattflyn. Inga underarter finns listade i Catalogue of Life.